# Соколовский сельский совет (Харьковская область)
Соколо́вский сельский совет — входил до 2020 года в состав Змиёвского района Харьковской области Украины.
Административный центр сельского совета находился в селе Соколово.

## История
- 1920 год — дата образования данного сельского Совета (крестьянских) депутатов трудящихся на территории … волости в составе Змиевского уезда Харьковской губернии Украинской Советской Социалистической Республики.
- С марта 1923 года — в составе Змиевского(?) района Харьковского округа, с февраля 1932 года — Харьковской области УССР.
- После 17 июля 2020 года в рамках административно-территориальной реформы по новому делению Харьковской области[2][3] сельсовет, как и весь Змиевской район Харьковской области, был ликвидирован; входящие совет населённые пункты и его территории были присоединены к ... территориальной общине Чугуевского района области.
- Сельсовет просуществовал 100 лет.

## Населённые пункты совета
- село Соколо́во (до 1971 г. посёлок Соколо́в)
- село Борочек Второ́й
- село Виловка
- село Глубо́кая Доли́на
- село Гришко́вка